# 3731 Hancock
3731 Hancock је астероид са пречником од приближно 49,28 .
Афел астероида је на удаљености од 3,618 астрономских јединица (АЈ) од Сунца, а перихел на 2,834 АЈ.
Ексцентрицитет орбите износи 0,121, инклинација (нагиб) орбите у односу на раван еклиптике 21,510 степени, а орбитални период износи 2117,023 дана (5,796 година).
Апсолутна магнитуда астероида је 10,30 а геометријски албедо 0,055.
Астероид је откривен 20. фебруара 1984. године.